# Léopold Devillers
Pour les articles homonymes, voir Devillers.
Léopold Pierre Philippe Devillers (Mons, le 15 juillet 1830 - Mons, le 22 mai 1910) est un archiviste et historien belge.

## Biographie
Il est élu membre suppléant le 18 mai 1875 et membre effectif le 10 septembre 1878 à la Commission royale d'histoire. Il a été Conservateur des Archives de l'État à Mons et le premier président du Cercle archéologique de Mons.

## Œuvres
- Annales de la construction de l'église Sainte-Waudru, à Mons, Gand, 1858
- Description analytique de cartulaires et de chartriers accompagnée du texte et documents utiles à l'histoire du Hainaut, 1867
- Documents sur les conquetes de Don Juan, 1871
- Cartulaire des rentes et cens dus au Comte de Hainaut: (1265-1286), 1873
- Inventaire analytique des archives des États de Hainaut, Mons, 1884
- Le passé artistique de la ville de Mons, 1885
- Essai historique et descriptif sur des monuments du Hainaut
- Notice sur les vases antiques découverts dans le Hainaut